# Omeo
Omeo is een plaats in de Australische deelstaat Victoria en telt 452 inwoners (2006).